# Самбу Ятабаре
Самбу Ятабаре (фр. Sambou Yatabaré, нар. 2 лютого 1989, Бове) — французький і малійський футболіст, півзахисник «Антверпена» та національної збірної Малі.

## Клубна кар'єра
Вихованець клубу «Бове» з рідного міста, з якого 2007 року потрапив до академії «Кана».
З 2008 по 2011 рік грав у складі основної команди «Кана», з якою вилетів з Ліги 1 у сезоні 2008/09, але наступного року виграв Лігу 2 і повернувся в еліту, де провів ще один сезон.
Своєю грою привернув увагу представників тренерського штабу клубу «Монако», який виступав у Лізі 2, до складу якого приєднався влітку 2011 року. Відіграв за команду з Монако наступний сезон своєї ігрової кар'єри.
Протягом сезону 2012/13 років захищав кольори команди клубу «Бастія».
Влітку 2013 року уклав контракт з клубом «Олімпіакос», проте закріпитись у грецькому клубі не зумів. Через це на початку 2014 року Самбу був відданий в оренду в свій колишній клуб «Бастія», де провів півроку, після чого ще сезон пограв на правах оренди за французький «Генгам».
Влітку 2015 року на правах оренди на один сезон Самбу перейшов у льєзький «Стандард». 13 вересня в матчі проти «Локерена» він дебютував у Жюпіле лізі.
28 січня 2016 року Ятабаре підписав 3,5-річний контракт з німецьким «Вердером». Бременський клуб заплатив грекам за гравця 2,5 млн євро, крім того «Стандард» заявив, що також отримав 500 тис. як компенсацію за достроковий розрив орендної угоди.

## Виступи за збірну
У 2008 році дебютував в офіційних матчах у складі національної збірної Малі. Наразі провів у формі головної команди країни 32 матчі, забивши 5 голів.
У складі збірної був учасником Кубка африканських націй 2013 року у ПАР, де збірна посіла 3 місце.
На початку 2015 року він вдруге відправився на Кубок Африки. На турнірі Ятабаре взяв участь в поєдинках проти Камеруну, Кот-д'Івуару і Гвінеї. У матчі проти камерунців він забив гол.

## Титули і досягнення
- Бронзовий призер Кубка африканських націй: 2013